# هلبوي (فلم 2004)
هلبوي (بالإنجليزية: Hellboy) هو فيلم بطل خارق فوق الطبيعة أمريكي اصدر في 2004، وهو من إخراج جييرمو ديل تورو وبطولة رون بيرلمان ومبني عن شخصية القصص المصورة هلبوي من نشر دارك هورس كومكس.
حقق 59 مليون دولار في شباك التذاكر في أميركا الشمالية، و99 مليون دولار في جميع أنحاء العالم.

## وصلات خارجية
- مقالات تستعمل روابط فنية بلا صلة مع ويكي بيانات
- الموقع الرسمي للفيلم
- صفحة الفيلم على موقع قاعدة بيانات الأفلام على الإنترنت
- إعلان الفيلم على يوتيوب